# Daniel Ryan
Daniel Leo Ryan (ur. 28 września 1930 w Mankato, Minnesota, zm. 31 grudnia 2015) – amerykański duchowny katolicki, biskup Springfield w Illinois w latach 1983-1999.

## Życiorys
Ukończył seminarium duchowne w Lisle. 3 maja 1956 otrzymał święcenia kapłańskie i inkardynowany został do diecezji Joliet w Illinois. W roku 1960 uzyskał licencjat z prawa kanonicznego na Uniwersytecie Laterańskim w Rzymie. Pracował duszpastersko m.in. jako proboszcz w Joliet i Wheaton, a także jako kanclerz i wikariusz generalny diecezji.
14 sierpnia 1981 papież Jan Paweł II mianował go biskupem pomocniczym Joliet ze stolicą tytularną Surista.  Sakry udzielił mu ówczesny zwierzchnik diecezji bp Joseph Imesch. 
22 listopada 1983 został wyznaczony na biskupa diecezjalnego Springfield w Illinois. 18 stycznia 1984 odbył się ingres do miejscowej katedry. 

### Skandale
W roku 1986 przyznał się publicznie, że jest alkoholikiem i przeszedł trzymiesięczną terapię odwykową. Kolejnym skandalem były coraz częściej powtarzające się oskarżenia o ukrywanie księży pedofilów i romanse homoseksualne z młodymi mężczyznami i innymi księżmi. Z rządów w diecezji zrezygnował 19 października 1999, dzień po ogłoszeniu przez cywilny sąd jego roli w ukrywaniu księdza pedofila. W roku 2002 pojawiły się zarzuty wobec niego samego – miał wykorzystać seksualnie nastolatka w roku 1984. Od tamtej pory jego publiczna posługa została zawieszona.